# Zosime de Panopolis
Pour les articles homonymes, voir Zosime.
Zosime de Panopolis (en grec ancien : Ζώσιμος ὁ Πανοπολίτης), né à Panopolis (auj. Akhmîm) en Haute-Égypte entre le IIIe siècle et le IVe siècle, est l'un des plus grands représentants de l'alchimie de langue et culture grecque.
Zosime a jeté les bases de ce qui constituera l'alchimie de langue arabe et l'alchimie médiévale européenne, pendant près de quinze siècles. Suivant sa doctrine, toutes les substances étaient composées d'un soma (corps) et d'un pneuma (partie volatile, esprit). L'opération alchimique de base consistait à séparer par le feu, notamment grâce à la distillation et la sublimation, l'esprit du corps. Il s'agissait ensuite de recombiner les esprits avec une substance de base (nommée  l'eau divine, c'est-à-dire le mercure) afin d'obtenir  l'or et l'argent, les métaux nobles par excellence qui ne s'altéraient pas au contact de l'air et de l'eau. Non pas pour la vaine poursuite d'un enrichissement personnel, mais pour une quête spirituelle de la perfection intérieure et une recherche des principes constitutifs de la matière. Par la distillation, l’alchimiste cherchait à séparer l’esprit du corps de la substance, tout comme les Gnostiques de l’époque, s’efforçaient de libérer l’âme humaine prisonnière du corps matériel.
Zosime a été très fortement influencé par l'hermétisme et le gnosticisme, deux courants de pensée florissants à son époque.

## Vie
Après sa conquête par Alexandre le Grand en 332 av. J.-C., l'Égypte subit une forte influence culturelle grecque. Et même après son absorption par l'Empire romain, sa culture et sa langue restèrent grecques. La grande cité d'Alexandrie fut un carrefour culturel et le principal centre intellectuel du bassin méditerranéen pendant près d'un millénaire.
Les chercheurs s'accordent généralement pour dire qu'il est natif de Panopolis,,. Située sur la rive droite du Nil, à environ 130 kilomètres au sud d'Assiout, Panapolis (la cité de Pan, Panos polis Πάνος πόλις) était l’un des points de départ des expéditions minières vers le désert oriental. Elle sera un centre culturel animé durant la période byzantine, renommée pour sa culture grecque et son attachement au paganisme. Certains manuscrits le disent de la Thébaïde. La province romaine de la Thébaïde incluant le territoire de Panopolis à l'époque de Zosime, il n'y a pas de contradiction entre les deux appellations. La Souda est la seule source qui  l'appelle « Zosime d'Alexandrie ». 
Zosime aurait été actif aux environs de l'an 300, durant la période romaine.Dans son traité Sur la lettre oméga, Zosime fait allusion en termes négatifs à un personnage qui semble être Mani, le fondateur du manichéisme. Cette religion ayant été condamnée en 302, par l'édit de Dioclétien, on suppose que Zosime a écrit son texte peu après cette date. Il aurait donc vécu aux environs de l'an 300 et serait un contemporain du philosophe néoplatonicien Jamblique. C'est une époque où l'hermétisme et le gnosticisme étaient florissants, deux courants de pensée qui l'ont fortement influencé.

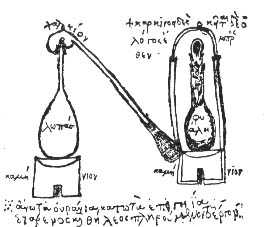
Fig. 2 Appareil à distiller de Zosime, Parisinus graecus 2325 fol. 81v, d'après M. Berthelot et C.E. Ruelle, « Collection des anciens alchimistes grecs ».

Zosime de Panopolis est reconnu comme l'un des plus grands représentants de l'alchimie grecque. Il jouira d'un immense prestige auprès de ses successeurs. Le terme d'alchimiste n'est pas d'ordinaire attribué aux auteurs de textes alchimiques grecs. Ceux-ci sont généralement dits « philosophes ». Zosime n'y fait pas exception. Avec les alchimistes de son époque, il revient à Zosime le mérite d'avoir transformé les appareils rudimentaires de distillation de l'Antiquité en véritables alambics opérationnels. Les manuscrits de Zosime qui nous sont parvenus sont illustrés de dessins d'alambic et donnent pour la première fois une description de leurs différentes parties.
Nous ne savons que très peu de choses sur sa vie. On sait qu'il a voyagé en Basse-Égypte car il affirme avoir visité « l'antique sanctuaire de Memphis ». La plupart des historiens de l'alchimie pensent qu'il a vécu à Alexandrie.
Très peu d’œuvres alchimiques précédant Zosime nous sont parvenues. La plus connue est Physika kai mystika (φυσικὰ καὶ μυστικά) « Choses naturelles et secrètes » attribuée au Pseudo-Démocrite (car imputée faussement à Démocrite d'Abdère) ou à Bolos de Mendès, composée sans doute aux alentours du début de l'ère chrétienne. Il s'agit de recettes d'atelier concernant l'or, l'argent, les gemmes et les colorants. On possède aussi une série de citations et de courts traités mis sous les noms d'Hermès, d'Agathodémon, d'Isis, de Cléopâtre, de Comarios, de Marie la Juive, de Moïse, etc., qui semblent avoir été rédigés entre le Ier et le IIIe siècle. Zosime cite avec respect le Pseudo-Démocrite, Hermès, Agathodémon et Marie. Il les appelle « les Anciens » ce qui montre bien qu'il n'appartient pas à la même génération qu'eux. Après le IVe siècle, apparaissent des commentateurs, qui se contentent d'expliquer les œuvres antérieures, sans faire d'apport personnel original.
Zosime a donc vécu à l'époque du plein épanouissement de l'alchimie gréco-égyptienne.
À l'époque byzantine, l'encyclopédie grecque la Souda de la fin du IXe siècle, consacre la notice suivante à Zosime : « Zosime d'Alexandrie, philosophe. Écrits chimiques (dédié) à Théosébie, sa sœur : ils sont (répartis) par ordre alphabétique en 28 livres et certains les intitulent « Tours de main » ; également la vie de Platon » (trad. de Mertens).
Zosime était donc connu comme un philosophe ayant laissé des écrits chimiques (Χημευτικά, khêmeytika).
Photios (820-896) avait déjà parlé des «écrits chimiques de Zosime » ἀπὸ τῶν χυμευτιχῶν Ζωσίμου λόγων. Pour désigner cette discipline, le grec tardif hésite entre diverses graphies : χημεία khêmeia, χημία khêmia, χυμεῖα khumeia, χυμἰα khumia.
Il va donc sans dire que ce n'est que rétrospectivement que nous appliquons le terme d'alchimiste à Zosime. Le terme grec désignant la chimie a été emprunté en arabe pour donner al Kīmija avec l'article al qui via le latin médiéval alchimia a donné alchimie en français. Zosime désigne son activité comme « l’Art » (tekhnê τέχνη art manuel) qualifié parfois de « divin » (theia θεῖα) ou « sacré » (iera ἱερά).

## Œuvre

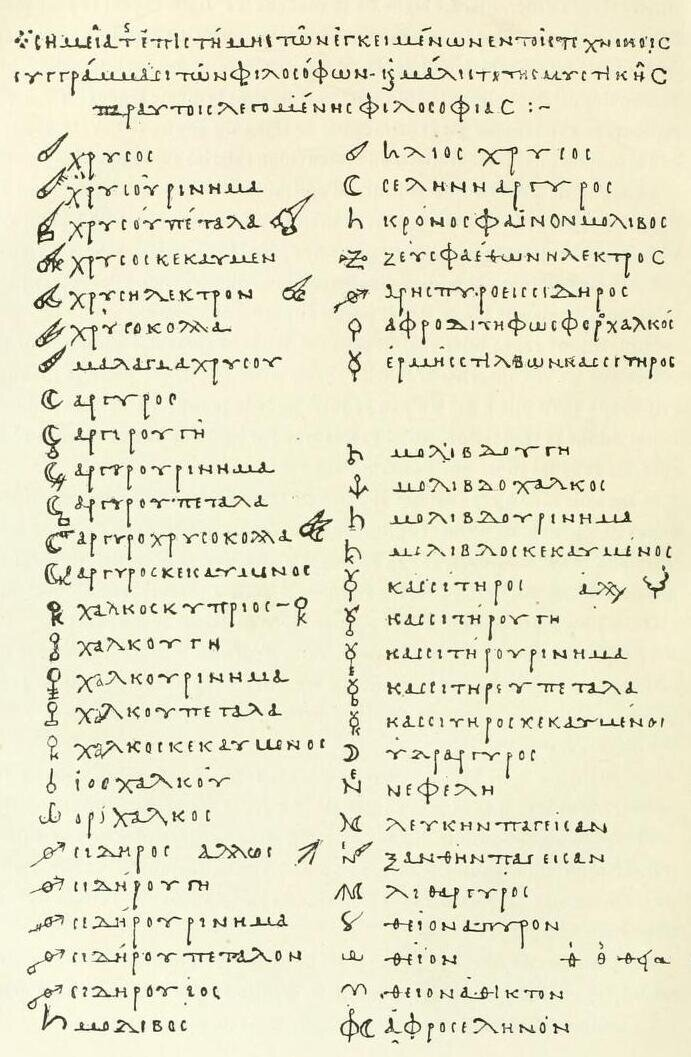
Fig. 3 Manuscrit Marcianus graecus 299 folio 6 (d'après M. Berthelot, Collection des Anciens Alchimistes Grecs 1888). Liste des symboles utilisées en alchimie. L'écriture est très différente de celle du grec moderne. Berthelot et Ruelle traduisent: or; limaille d'or, etc.

On ne connaît que des fragments des œuvres de Zosime qui se trouvent tous dispersés parmi les écrits des autres alchimistes. Comme il écrivait en grec, une bonne partie de ses textes se retrouve dans une collection de manuscrits grecs connu sous le nom de Corpus alchimique. Cependant, on en trouve aussi conservés en syriaque, arabe et latin.
Ce Corpus alchimique grec comporte actuellement plus d'une centaine de manuscrits, qui s'échelonnent du Xe ou du XIe siècle jusqu'au XIXe siècle. Ils ont été décrits dans le Catalogue des manuscrits alchimiques grecs réalisé l'Union académique internationale. Ce travail de catalogage a été récemment continué par le projet DACALBO dirigé par Efthymios Nicolaidis. Ces manuscrits semblent résulter de compilations progressivement effectuées depuis les premiers siècles et qui ont été rassemblés à Byzance. Quoi qu'il en soit, il y a un fossé de sept siècles de transmission souterraine entre l'époque de Zosime (vers l'an 300) et celle du plus ancien manuscrit (vers l'an 1000).
La seule édition d'ensemble disponible du Corpus alchimique a été publiée en 1888, sous le titre de Collection des anciens alchimistes grecs, par le chimiste M. Berthelot et l'helléniste C. E. Ruelle. Quoique entachée de gros défauts, cette édition unique a le grand mérite d'exister.
Les quatre manuscrits grecs les plus importants du Corpus alchimique sont :
- Le Marcianus graecus 299, qui d'après son écriture, est daté de la fin du Xe ou au XIe siècle. Cette copie sur parchemin qui se trouve actuellement à la Biblioteca Marciana à Venise, comporte 196 feuillets. C'est à la fois le plus beau et le plus ancien des manuscrits alchimiques.
- Le Parisinus graecus 2325 se trouve à la Bibliothèque nationale de France. Daté du XIIIe siècle, il est écrit sur papier « cotonneux » et comporte 185 feuillets. Une grande partie de son contenu se retrouve dans le manuscrit de Venise Marc. gr. 299.
- Le Parisinus graecus 2327, daté du XVe siècle, se trouve à Paris aussi. Il est écrit sur papier et comporte 299 feuillets. Il comporte un colophon indiquant qu'il fut copié en Crète, au mois de juin 1478, par Théodore Pélécanos (en). Il fut acquis par un ambassadeur de François Ier à Venise. La première partie reproduit les matériaux du manuscrit précédent Par. gr. 2325, mais certains textes sont dans une version plus complète. Dans une seconde partie, on trouve des textes présents dans Marc. gr. 299 mais absent de l'autre manuscrit parisien Par. gr. 2325.
- Le Laurentianus graecus 86, 16 daté du XVe siècle, écrit sur papier, comportant 320 feuillets, se trouve à Florence. Il contient pratiquement toutes les textes du manuscrit Par. gr. 2327 précédent, mais dans un ordre différent.

Dans les années 1980-90, Michèle Mertens, de l'université de Liège, a entrepris de classer ce qui a été transmis de Zosime en langue grecque. Elle distingue quatre grands groupes d’œuvres qui peuvent être raisonnablement attribuées à Zosime :
1. les Mémoires authentiques regroupent des œuvres de Zosime dispersées dans les manuscrits précédemment cités (Marc. gr. 299, Par. gr. 2325, 2327, Laur. gr. 86, 16). Le texte grec, établi et traduit en français par M. Mertens, est disponible aux éditions des Belles Lettres[18]. Il représente un tiers de la production attribuée à Zosime.
2. les Chapitres à Eusébie représente 52 % de l’œuvre de Zosime
3. les Chapitres à Théodore 4 %
4. le Compte final et le Livre de Sophé 11 %. En 1944, A.J. Festugière donna une excellente édition d'un vaste morceau du Compte final avec traduction et notes.

Les œuvres de Zosime sont connues aussi de manière très fragmentaire par des manuscrits écrits en syriaque, arabe et latin. Le principal témoin en syriaque est un manuscrit de Cambridge portant la cote Mm, 6, 29, daté du XVe siècle.
Zosime est aussi bien connu de la tradition de langue arabe où son nom est généralement écrit Zūsīmus (avec de nombreuses variantes). Nous possédons le témoignage d'Ibn Al-Nadim, qui rédigea en 987 le fameux Kitab-al-Fihrist « Livre du catalogue » où il énumère tous les ouvrages en circulation sur le marché des livres de Bagdad. On y trouve mentionné Zosime comme auteur de quatre ouvrages. Zosime jouissait d'une grande réputation car il est cité par la grande figure de l'alchimie arabe, Jabir Ibn Hayyan (VIIIe siècle) et par le célèbre médecin et alchimiste persan, Rhazès (854-932?). En 1995, on a découvert des traductions de passages de Zosime dans le livre de l'alchimiste perse Ibn Al-Hassan Ibn Ali Al-Tughra'i' intitulé Clefs de la Miséricorde et Secrets de la Sagesse.
La tradition alchimique latine a aussi conservé des textes attribués à Zosime où il est connu sous le nom de Rosinus.

## Contenu de l’œuvre
Les historiens s'accordent généralement à penser que l'alchimie européenne et proche-orientale est apparue dans l'Égypte gréco-romaine aux alentours du début de l'ère commune. À l'époque de Zosime, elle serait le résultat de la conjonction de plusieurs facteurs :
1. la pratique d'artisans forgerons et orfèvres qui avaient une bonne expérience de la fusion des métaux et qui savaient donner à ceux-ci l'aspect de l'or ou de l'argent
2. de spéculations philosophiques sur l'unité fondamentale de la matière qui concevaient les diverses substances (métalliques) composées d'une matière première et de qualités caractéristiques (comme la couleur) suffisantes à exprimer les spécificités de chaque substance. Cette influence remonte aux réflexions des philosophes de la Grèce classique comme Thalès de Milet, Empédocle, Platon et Aristote
3. de la doctrine de la sympathie universelle suivant laquelle tous les éléments du cosmos sont unis par des liens occultes de sympathie et d'antipathie. On décèle là l'influence des textes mystico-philosophiques attribué à Hermès Trismégiste, à une époque bien plus tardive de l'Égypte romaine

Les textes attribués à Zosime présentent un grand intérêt pour l'histoire des sciences et l'histoire de la philosophie.

### Les appareils

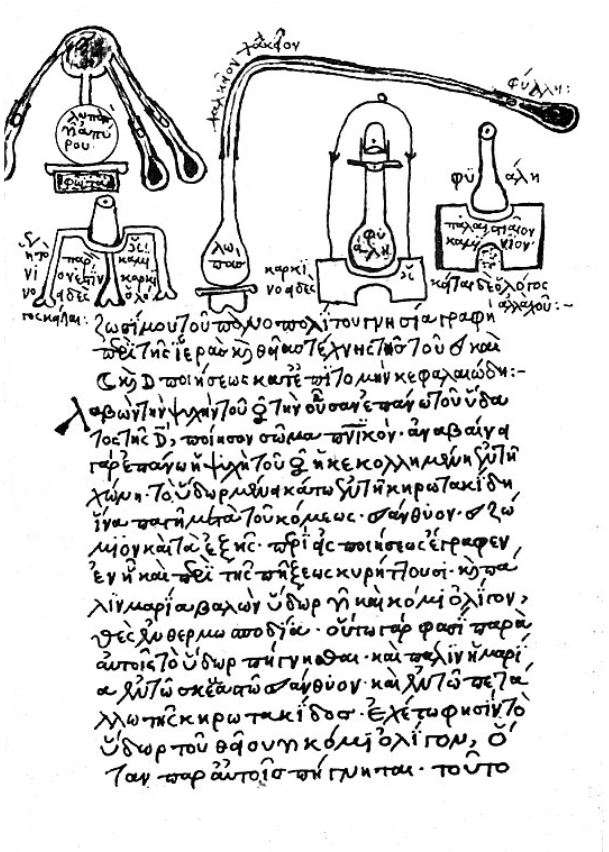
Fig. 4 Parisinus graecus 2327, fol. 221v
Dans la marge supérieure sont représentés : un tribicos (alambic à trois becs), un godet sur trépied, un alambic à un seul bec, deux fioles.

Les manuscrits du Corpus alchimique attribués à Zosime sont accompagnés de dessins représentant les instruments utilisés par l'auteur. L'alchimie gréco-égyptienne avait une dimension opératoire et une dimension spéculative concernant la structure de la matière qui ont fait comprendre aux historiens des sciences qu'il fallait la situer dans la perspective de l'histoire de la chimie (B. Joly, 2013).
Les appareils principalement représentés sont des appareils à distiller (alambics), des appareils à kérotakis, le phanos et divers fourneaux.
- ambix (ἂμβιξ, « alambic »)

La technique de la distillation était connue depuis longtemps mais les appareils étaient très rudimentaires.  Aristote (Météor., II, 358) mentionne en passant qu'en évaporant l'eau de mer, on obtient de l'eau potable. Au Ier siècle, Dioscoride (M.M. V, 95) et Pline (H.N. XXXIII, 123) décrivent un dispositif très fruste qui pourrait être l'ancêtre de l'alambic,. Il s'agissait de l'extraction du mercure à partir du cinabre en présence de fer. Le mélange est chauffé dans une écuelle (lopas λοπάς) que l'on recouvre d'un récipient retourné appelé ambix ἂμβιξ en guise de chapiteau.
C'est aux alchimistes gréco-égyptiens qu'il revient d'avoir transformé cet appareil rudimentaire en un véritable alambic et c'est plus précisément dans les écrits de Zosime qu'on en trouve les premières descriptions, suivant Mertens.
En terme moderne, la distillation est une opération de séparation des substances d'un mélange liquide consistant en une évaporation partielle du mélange et en condensations successives. Les produits les plus volatils s'évaporent en premier et en plus grandes quantités et se retrouvent concentrés dans le distillat.
Dans ses Mémoires authentiques, Zosime décrit et donne des dessins de plusieurs appareils à distiller (à un, deux ou trois becs).

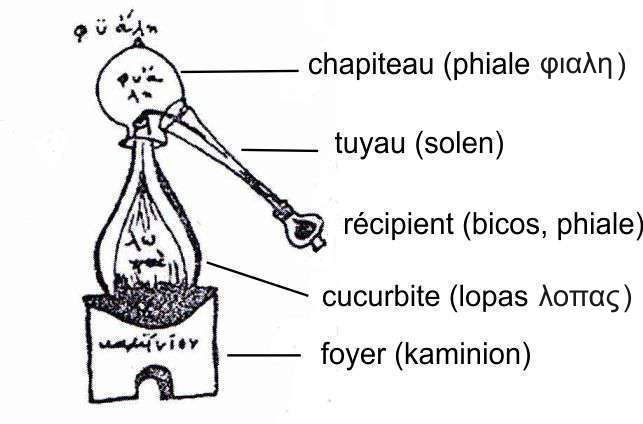
Fig. 5 Alambic de Zosime avec une légende moderne, tiré de Laurentianus graecus 86, 16.

L'alambic typique de Zosime, tel que représenté sur le dessin annoté fig. 5, est constitué d'un foyer sur lequel repose une cucurbite (lopas), dans laquelle se trouve le produit à distiller, surmonté d'un chapiteau (phialè qui donnera en français « fiole ») dans lequel s'effectue la condensation des vapeurs des substances que l'on désire extraire. Un tuyau permet de récupérer le distillat dans un récipient. Les alambics étaient faits en terre cuite, en verre ou en métal. Ils servaient à distiller des composés sulfureux, arsénieux et mercureux et ne pouvaient distiller des liquides volatils. La distillation du vin et de produit fermenté pour donner des eaux-de-vie ne s'est développée que beaucoup plus tard : l'invention de l'alcool se place à Salerne (Italie du sud) au XIIe siècle.
Par rapport à l'appareil de Dioscoride, les alchimistes gréco-égyptiens apportent les améliorations notables : le chapiteau surélevé permet un meilleur refroidissement et comporte une gouttière pour éviter que le distillat ne retombe dans le produit chauffé et enfin il comporte un long tuyau de décharge pour l'évacuation des vapeurs condensées loin de la chaleur du foyer.
Le terme « ambix » (ἂμβιξ) a pu désigner certaines parties de l'appareil (comme on a vu chez Dioscoride), mais dans le Corpus alchimique grec, dans la majorité des emplois, il renvoie soit à la cucurbite soit à l'ensemble de l'appareil. L'emprunt du terme grec ambix en langue arabe donnera 'al-'anbīq  (avec le pronom) qui après passage par le latin médiéval donnera en français « alambic ».
- kérotakis (κηροτάκις)

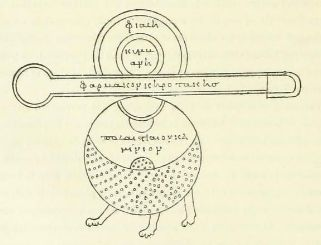
Fig. 6 Appareil à kérotakis (Marc. gr. 299, fol. 195v).

Les autres appareils illustrés et décrits dans les manuscrits (kérotakis, phanos, etc.) ont été soigneusement étudiés par Michèle Mertens. Le mode de fonctionnement de la kérotakis n'est pas complètement compris, mais on suppose qu'elle servait à exposer un matériau aux vapeurs d'un autre. Cet appareil disposé sur une source de chaleur douce soumettait une plaque de métal aux vapeurs d'un autre, jusqu'à faire apparaître différentes couleurs (noir, blanc, jaune et violet).
Les artisans métallurgistes et orfèvres savaient parfaitement que les vapeurs dégagées par de la cadmia (calamine, mélange d'oxyde de zinc et de terre) chauffée pouvaient dorer le cuivre (en le transformant superficiellement en laiton, alliage de cuivre et de zinc, de couleur jaune doré). Suivant certains historiens, les changements de couleurs observés par les artisans ont amené Zosime à chercher des procédés semblables qui produiraient de vraies transmutations. Zosime n'opérait pas à l'aveuglette mais se laissait guider par des principes théoriques.

### La doctrine de la transmutation des métaux
À cette époque, les notions d'élément chimique, de composé chimique, de mélange et d'alliage n'existaient pas et il est donc important d'essayer de comprendre dans quel cadre intellectuel les alchimistes gréco-alexandrins opéraient.
Selon les études de Verbeke, André-Jean Festugière, Michèle Mertens et Lawrence Principe , Zosime pensait que toute substance est composée de deux parties : un corps (soma σῶμα) non volatil et un esprit (pneuma πνεῦμα) volatil. Il faut chercher les sources doctrinales de l'opposition du sôma (corps) au pneuma (air, esprit), dans la philosophie naturelle de la Grèce classique, comme celle des Stoïciens ou de Platon (Timée, 84 d). Le pneuma (spiritus en latin) désigne l’esprit d'une substance, caractérisé par sa fugacité, sa volatilité et sa subtilité. Il donne aux substances l'éclat de la vie et leurs couleurs. C'est lui qui porte les caractéristiques propres du métal. Tandis que le corps soma n'est qu'une dépouille corporelle, faite de la même substance dans tous les métaux. Somata (σώματα) désignait les quatre métaux vils (cuivre, fer, plomb et étain) qui peuvent être ennoblis en leur appliquant un pneuma.
Sachant que l’identité d'une substance dépend de son esprit, Zosime utilise le feu (à travers la distillation, la sublimation ou la vaporisation) pour séparer le corps de l'esprit. Lors de la distillation, la partie supérieure de l'alambic récupère l'esprit (pneuma) qui une fois capté pourra être fixé sur une autre substance. Le résidu de la distillation restant dans la cucurbite après la distillation est dit « le mort ».
Si on peut ensuite assembler un nouvel esprit séparé à ce corps, il est alors possible d'effectuer une transmutation. Un métal étant caractérisé par sa couleur, la transmutation de celui-ci en un autre métal s'apparentait à sa teinture. Un agent de transmutation devenait une « teinture » (baphai, βαφαί). C'est grâce à son action, que l'opérateur peut ennoblir les métaux vils et produire le métal noble entre tous, l'or.
Pour Zosime, la pratique alchimique va donc consister essentiellement à séparer les substances volatiles des corps auxquels elles sont associées, ou comme il est dit parfois à transformer les corps en esprit afin de pouvoir ensuite associer ces esprits soit à d'autres corps, soit à leur corps d'origine pour les transformer. On peut voir dans cette entreprise de séparation de l’esprit du corps des métaux, un reflet de la doctrine gnostique de l’époque qui cherchait à libérer l’âme de l’homme prisonnière du corps matériel.      
Les pratiquants se mirent en quête de la substance de base, de la matière première, substrat capable de porter toutes les qualités, et particulièrement celles des métaux nobles. Chez le Pseudo-Démocrite, c'est le plomb qui paraît être le meilleur point de départ. Pour Zosime, dans Mémoires authentiques, V: Sur l'eau divine, cette substance de base, nommée l'eau divine semble être le mercure. Ce dernier s'imposera ensuite dans l'alchimie médiévale, en raison de sa fluidité naturelle.
La réussite de ces manipulations nécessitait une réelle maîtrise des appareils de distillation ou de sublimation, ce qui devait nécessiter une grande habileté et une grande attention à une époque où on ne disposait pas d'instruments de contrôle tels que le thermomètre.
Dans ses écrits, Zosime présentera les différentes facettes de son art : soit des descriptions techniques des appareils et fourneaux soit des textes spéculatifs sur la structure de la matière ou des rêveries mystico-philosophiques, faites d'un mélange d'emprunts aux philosophes grecs et aux croyances en vogue à son époque, comme l'hermétisme et le gnosticisme. Il savait jouer à merveille de l’ambiguïté des termes pour laisser deux lectures possibles de ses textes, métaphysique et chimique.
Rêveries, Mém. auth. XI :
« Je tombai endormi. Et je vois dans mon sommeil un homoncule muni d'un rasoir, vêtu d'une robe rouge et d'un habit royal, se tenant en dehors des châtiments. Il me dit : « Que faites-vous, Monsieur ? ». Je lui répondis : « Je me trouve ici parce que, m'étant écarté de tout chemin, je suis en train d'errer. » […] Voilà qu'il fut précipité dans le châtiment, et que tout son corps fut consumé par le feu […]. Je tirai l'affaire au clair en interprétant aussi que cet homme au rasoir, c'est l'homme-cuivre […]. Je vois un vieillard chenu, complètement blanc, à tel point que, du fait de sa grande blancheur, mes yeux furent aveuglés […] Il me dit : « Je suis l'homme de plomb, et j'endure une violence intolérable ». […] Je me dis : « J'ai bien compris : c'est ainsi qu'il faut projeter le plomb ». », Mém. auth. XI.
Michèle Mertens donne l'interprètation suivante : l'homoncule habillé de rouge pourrait figurer une feuille de cuivre superficiellement colorée en or mais non transmutée. En travaillant trop vite, en réalisant en un jour une opération qui en nécessitait sept, la transmutation ne s'opère pas véritablement. Un supplice (châtiment) est infligé au métal pour le faire retourner à la matière première indifférenciée, une étape obligée de la transmutation.

### La voie d'Hermès de l'alchimie

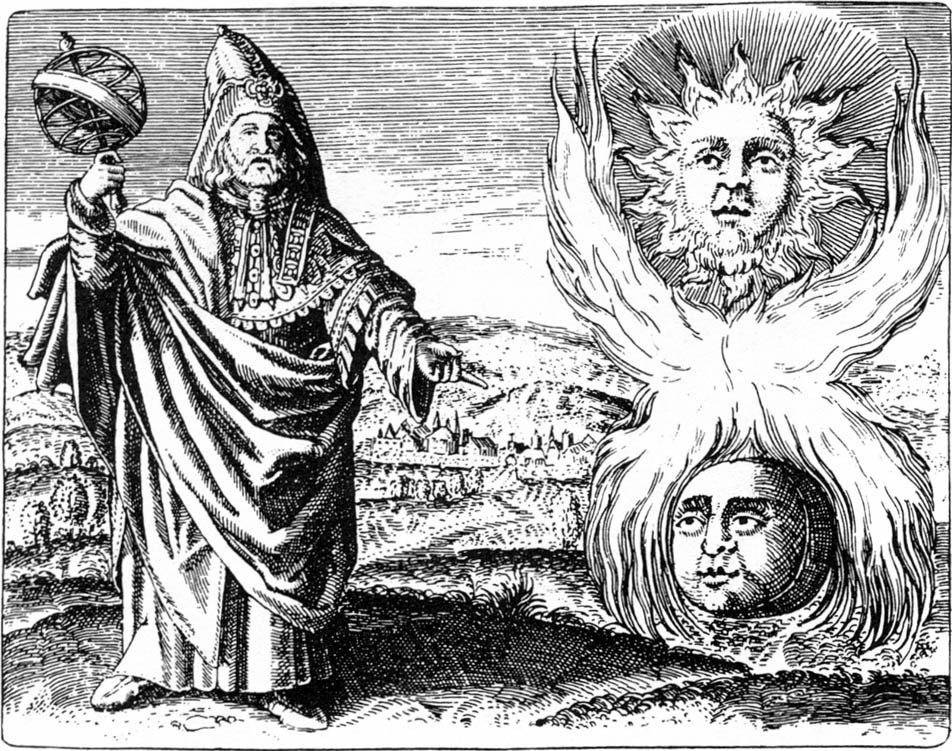
Fig. 7 Hermès Trismégiste.

Dans sa lettre à Théosobie, Compte final I, 8, Zosime indique que la voie royale de l'alchimie passe par le recueil en soi (par l'absence de toute agitation désordonnée), par l'extinction de toutes les passions et par les sacrifices aux démons. La perfection de l'âme étant atteinte grâce à ces trois pratiques, il est alors possible d'être immergé dans le cratère (l'esprit divin) pour aller rejoindre sa fratrie.
Car selon Zosime, la voie de l'alchimie pour obtenir les teintures naturelles consiste à parvenir à la connaissance de soi et de Dieu.
Dans cette approche toute imprégnée des doctrines hermétiques et sethi-gnostiques, la transmutation des métaux apparaît comme une allégorie de la purification et de la rédemption. Le creuset alchimique est assimilé à des fonts baptismaux, et les vapeurs du mercure et du soufre sont comparées aux eaux purificatrices du baptême, qui rachètent et purifient l'initié gnostique. En cela, Zosime renvoie au symbole hermétique du « cratère » ou creuset, image de l'esprit divin par lequel l'initié d'Hermès a été admis et purifié au cours d'une ascèse visionnaire à travers les cieux et les espaces transcendants. Ces idées sur le baptême spirituel par l'eau du « Plérome » transcendant sont caractéristiques des textes séthi-gnostiques découverts à Nag Hammadi (à 75 km au sud de Panopolis).
Zosime s’appuie sur la théorie des sympathies, venue de l’occultiste Bolos de Mendès et plus tard reprise par le  stoïcien Posidonios d'Apamée :
« Le minéral donne et la plante reçoit. Les astres donnent et les fleurs reçoivent. Le ciel donne et la terre reçoit. Tout s'enlace et tout se déplace. Tout se mélange et tout se recompose. Tout se mêle et tout se démêle. Chaque chose se fait selon une méthode. Sans méthode la combinaison et la décomposition de toutes choses et la connexion de l'ensemble ne se produisent pas. La méthode est conforme à la nature, donnant et enlevant le souffle, et conservant ses ordonnances en les accroissant et en y mettant fin. Et en s'accordant par la séparation et l'union, toutes les choses, pour dire bref, si la méthode est bien respectée, transmutent la nature. Car la nature retournée se retourne elle-même. Tel est le caractère de l'excellence de tout l'univers et sa connexion. » Mém. auth. X.
On doit surtout à Zosime la fameuse formule de Mém. auth. VI.
« Un est l'Universel, par lui est l'Universel et vers lui retourne l'Universel; et s'il ne contenait pas l'Universel, l'Universel n'est rien. (Ἓν τὸ πᾶν καὶ δι' αὐτοῦ τὸ πᾶν καὶ εἰς αὐτὸ τὸ πᾶν καὶ εἰ μὴ ἒχοι τὸ πᾶν οὐδέν ἐστιν τὸ πᾶν). Un est le serpent [l'ouroboros, le serpent qui mord sa queue], celui qui possède l’ios  [la teinture en violet ?, dernière étape de la transmutation après le noircissement, le blanchiment, parfois le jaunissement] après les deux traitements [noircissement et blanchissement ?]. »

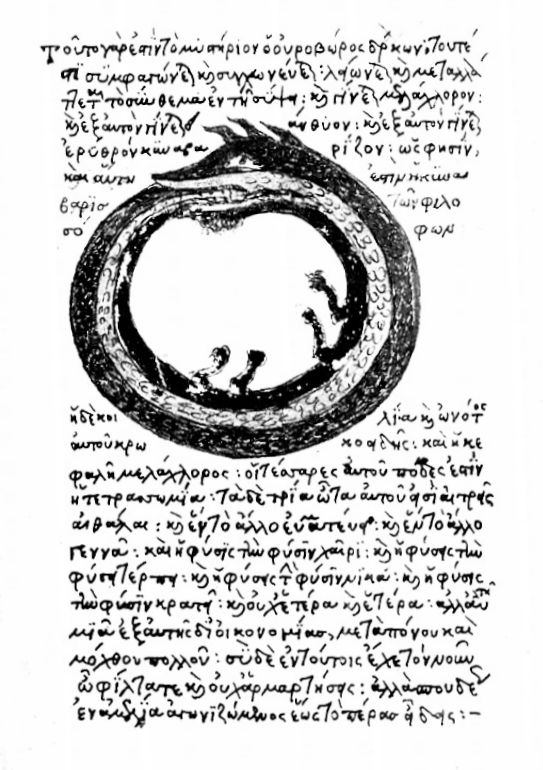
Fig. 8 Ouroubore, le serpent qui se mord la queue, sert à symboliser l'unité de la matière première (Parisinus gr. 2327). Zosime est le premier alchimiste à faire usage de ce symbole.

Cette formule est accompagnée du diagramme de l'ouroboros.
Selon Michèle Mertens, « attesté aussi en Mésopotamie, l'ourobore se rencontre surtout en Égypte, et ce depuis une période très ancienne : il est déjà mentionné dans les Textes des Pyramides. Les premières représentations figurées remontent à la XVIIIe dynastie.» Auprès des gnostiques, il symbolise « le cycle de tout devenir avec son double rythme : le développement de l'Un dans le Tout et le retour du Tout à l'Un ». Zosime est le premier alchimiste à faire usage de l'ourobore.
M. Mertens paraphrase le texte de Zosime comme suit : « L'univers est un, car il est composé d'une seule substance indifférenciée à l'origine ; c'est par cette substance unique que l'univers s'est constitué, et c'est à cette substance unique que l'univers se ramènera par dissolution. Si cette substance ne contenait pas l'univers — c'est-à-dire si elle ne le recelait pas en potentialité —, cet univers n'existerait pas ».
La formule Un est l'Universel  Ἓν τὸ πᾶν n'est pas de Zosime; elle remonte fort haut dans le temps. Zosime lui-même l'impute au fondateur éponyme de l'alchimie, le mythique Chymès.
Robert Halleux et Paul Meyvart, ont montré que Mappae clavicula (Petite clé de tours de mains), recueil médiéval de 300 recettes d'alchimie et de technologie, est la traduction latine d'un traité de recettes alchimiques grec, et ont émis l'hypothèse (qu'ils jugent « hardie »), qu'il pourrait s'agir des keirokmeta perdus de Zosime.

### Fragments
- fragments en grec : Marcellin Berthelot avec la collaboration de Ch.-Em. Ruelle Collection des Anciens Alchimistes Grecs (CAG), Paris, Steinheil, 1888, Vol. I (introduction) p. 119, 127-174, 209, 250 ; vol. II (texte grec) p. 28, 117-120 ; Vol. III (trad.) p. 117-242[35].
- fragments en syriaque (traduction R. Duval) : Marcelin Berthelot, La Chimie au Moyen Âge, t. 2, Paris, 1893, p. 203-331.
- Zosime de Panopolis et H. D. Saffrey (dir.), Les alchimistes grecs, vol. IV.1 : Mémoires authentiques, Les Belles-Lettres, 2002, CLXXIII -348 p., p. 1-49.
  - I = Sur la lettre oméga ;
  - V = Sur l'eau divine ;
  - VI : Diagramme (ouroboros) ;
  - VII : Sur les appareils et fourneaux...
- Chapitres à Eusébie ; Compte final  (trad. A.-J. Festugière, La Révélation d'Hermès Trismégiste, t. I, Les Belles Lettres, p. 363-368.)
- Livre de Sophé l'Égyptien, du divin Seigneur des Hébreux et des puissances Sabaoth (Sophé = Chéops).
- Mappae Clavicula (Petite clé de tours de mains). Peut-être de Zosime, selon Robert Halleux. Mappae clavicula, Archaeologia, 32 (1847), p. 183-244. Trad. an. Cyril S. Smith et J. G. Hawthorne : Mappae clavicula. A little key to the world of medieval techniques, Philadelphie, American Philosophical Society, vol. 64, 4, 1974, p. 1-128.

### Études
- « Zosime de Panopolis », dans Louis-Gabriel Michaud, Biographie universelle ancienne et moderne : histoire par ordre alphabétique de la vie publique et privée de tous les hommes avec la collaboration de plus de 300 savants et littérateurs français ou étrangers, 2e édition, 1843-1865 [détail de l’édition]
- (en) Dr. Hassan S. El Khadem, « A Translation of a Zosimos' Text in an Arabic Alchemy Book. », Vol. 84, n°3, sur Journal of the Washington Academy of Sciences, septembre 1996, p. 168-178.
- Marcellin Berthelot, Les Origines de l'alchimie, Paris, Steinheil, 1885, Paris, réimpr. Librairie des Sciences et des Arts, Paris, 1938, p. 177-187.
- Marcellin Berthelot et Ch.-Em. Ruelle Collection des Anciens Alchimistes Grecs (CAG), Paris, Steinheil, 1888, vol. I (introduction) p. 119, 127-174, 209, 250.
- Marcellin Berthelot et Ch.-Em. Ruelle, La Chimie au Moyen Âge, Steinheil, Paris, 1893, réimpr. Philo Press, Amsterdam, 1967, Vol. II, p. 203-266 ; Vol. III, p. 28, 30, 41.
- A. H. Jackson, Zosimos of Panopolis. On the letter Omega, Missoula (Montana), 1978, p. 1-7.
- C. G. Jung, Psychologie et Alchimie (1943), trad., Buchet/Chastel, 1970.
- J. Lindsay, Les origines de l'alchimie dans l'Égypte gréco-romaine (1986), trad., Monaco, 1986, p. 346-380.
- E. O. von Lippmann, Einstehung und Ausbreitung der Alchemie, Berlin, 1919, p. 75-93.
- Michèle Mertens, introduction à Les Alchimistes grecs, t. IV.1 : Zosime de Panopolis. Mémoires authentiques, Les Belles Lettres, 1995, p. X-CLXXII.